# Moritz Reichert
Moritz Reichert (* 15. März 1995 in Dudweiler) ist ein deutscher Volleyball- und Beachvolleyballspieler.

## Karriere Halle
Reichert begann seine Karriere 2003 beim TV Lebach. 2008 wechselte er zum TV Bliesen. Ab 2011 war er parallel dazu beim Volleyball-Internat Frankfurt aktiv, mit dem er in der zweiten Bundesliga spielte.
Im September 2013 hatte der Außenangreifer gegen Italien seinen ersten Einsatz in der A-Nationalmannschaft. 2014 wechselte er zum Erstligisten VfB Friedrichshafen. Mit Friedrichshafen gewann er den DVV-Pokal 2014/15 und anschließend auch die deutsche Meisterschaft. Anschließend ging Reichert zum Bundesliga-Aufsteiger United Volleys Rhein-Main. In der Saison 2015/16 kam die Mannschaft im DVV-Pokal und den Bundesliga-Playoffs jeweils ins Halbfinale. In der folgenden Saison unterlag sie im Pokal-Achtelfinale und im Playoff-Halbfinale jeweils gegen Berlin.
In der Saison 2017/18 spielte Reichert beim französischen Verein Tours Volley-Ball und wurde dort Meister. Danach kehrte er zurück in die Bundesliga zum deutschen Meister Berlin Recycling Volleys. In der Saison 2018/19 kam er mit der Mannschaft ins Pokal-Halbfinale und gewann zum zweiten Mal die deutsche Meisterschaft. Ein Jahr später gewann er mit den Berlinern den DVV-Pokal 2019/20 und die Berliner waren auch Tabellenführer, als die Bundesliga-Saison abgebrochen wurde. Im Dezember 2019 wurde Reichert zu Deutschlands Volleyballer des Jahres gewählt.
2020 wechselte der Außenangreifer zum polnischen Erstligisten Trefl Gdańsk. In der Saison 2020/21 schied er mit dem Verein als Hauptrunden-Dritter im Playoff-Viertelfinale aus. 2022 kehrte er zurück nach Frankreich und spielte für Tourcoing Lille Métropole Volley-Ball. 2023 wechselte er innerhalb der Liga zu Montpellier UC und erreichte mit dem Verein in der Saison 2023/24 das nationale Pokalfinale. Im Herbst 2023 schaffte Reichert mit der Nationalmannschaft die Qualifikation für die Olympischen Spiele 2024. Beim Turnier erreichte er mit dem deutschen Team das Viertelfinale gegen Frankreich, das im Tiebreak verloren ging. Zur Saison 2024/25 kehrte er zurück zu den Berlin Recycling Volleys. Mit dem Verein gewann er den DVV-Pokal 2024/25 und die deutsche Meisterschaft. Auch 2025/26 spielt Reichert für Berlin.

## Karriere Beach
Reichert begann 2009 mit Beachvolleyball. Sein erfolgreichstes Jahr im Sand hatte er 2013 mit Clemens Wickler. Reichert/Wickler gewannen die U19-Weltmeisterschaft in Porto. Außerdem siegten sie bei den deutschen Meisterschaften der U20 in Marl und U19 in Kiel. 2014 wurde Reichert mit Georg Wolf außerdem noch deutscher Vizemeister der U20.